# Букачі
Букачі — село в Україні, у Красносільській сільській громади, Одеського району Одеської області. Населення становить 78 осіб.

## Населення
Згідно з переписом 1989 року населення села становило 82 особи, з яких 31 чоловік та 51 жінка.
За переписом населення 2001 року в селі мешкало 78 осіб.

### Мова
Розподіл населення за рідною мовою за даними перепису 2001 року:
| Мова       | Відсоток |
| ---------- | -------- |
| українська | 62,82 %  |
| молдовська | 23,08 %  |
| російська  | 14,1 %   |